# Liste der Bodendenkmale in Triglitz
In der Liste der Bodendenkmale in Triglitz sind alle Bodendenkmale der brandenburgischen Gemeinde Triglitz und ihrer Ortsteile aufgelistet. Grundlage ist die Veröffentlichung der Landesdenkmalliste mit dem Stand vom 31. Dezember 2020.
Die Baudenkmale sind in der Liste der Baudenkmale in Triglitz aufgeführt.

## Bodendenkmale
| Gemarkung                      | Flur | Kurzansprache                   | Bodendenkmalnummer | Bemerkung                                        | Bild |
| ------------------------------ | ---- | ------------------------------- | ------------------ | ------------------------------------------------ | ---- |
| Steffenshagen, Triglitz (Lage) | 3, 5 | Siedlung Ur- und Frühgeschichte | 111626             | siehe auch: Liste der Bodendenkmale in Pritzwalk |      |